# Imset

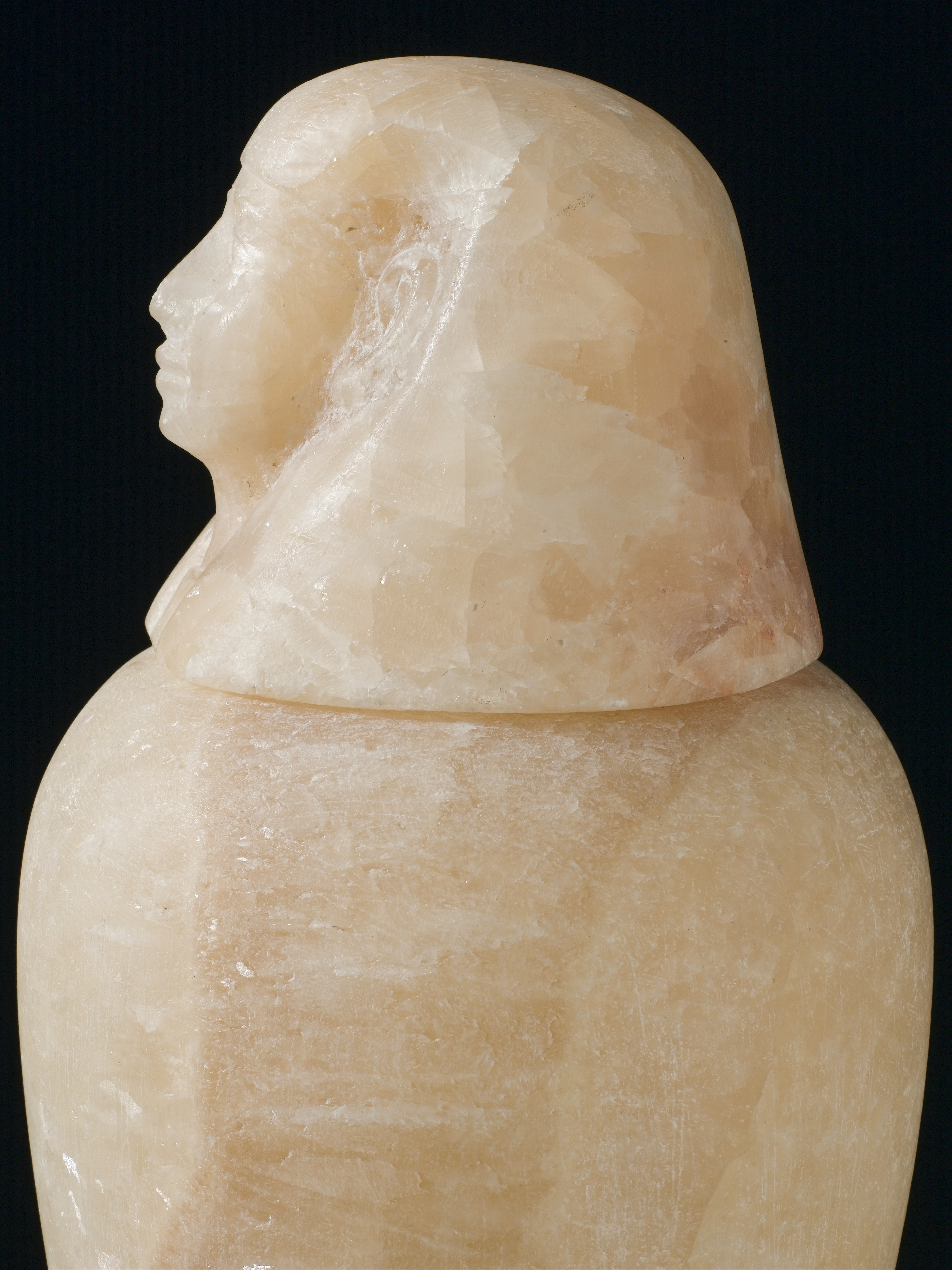
Kanopa s hlavou Imseta

Imset (také přepisováno jako Imsety, Amset, Mesti nebo Mesta) je staroegyptský pohřební bůh, jeden z tzv. čtyř synů Horových. Je bohem spojovaným s jednou ze světových stran – jihem, s jižním větrem a také s ochranou těla zemřelého – jeho jater vyjímaných při balzamovacích obřadech a ukládaných do kanopy s uzávěrem v podobě Imsetiho hlavy. Zobrazován byl vždy v lidské podobě.